# 熊本県道258号田上日奈久線
熊本県道258号田上日奈久線（くまもとけんどう258ごう たがみひなぐせん）は、熊本県八代市を通る一般県道である。

## 概要

### 路線データ
- 起点：熊本県八代市坂本町田上（熊本県道60号芦北坂本線（熊本県道253号破木二見線重複区間）交点）
- 終点：熊本県八代市日奈久塩南町（国道3号交点）

## 地理

### 通過する自治体
- 八代市

### 交差する道路
| 交差する道路                                            | 交差する場所 | 交差する場所 |
| ------------------------------------------------------- | ------------ | ------------ |
| 熊本県道60号芦北坂本線 熊本県道253号破木二見線 重複区間 | 坂本町田上   | 起点         |
| 国道3号                                                 | 日奈久塩南町 | 終点         |

### 交差する鉄道
- 九州新幹線
- 肥薩おれんじ鉄道線

### 沿線
- 肥薩おれんじ鉄道線 日奈久温泉駅
- 日奈久温泉
- 八代市役所 日奈久出張所